# León (vino)
León es una denominación de origen protegida cuya zona de producción está situada en el sureste de la provincia de León, Castilla y León (España), a la que también están adscritos otros municipios de las provincias limítrofes de Zamora y Valladolid. Constituye la segunda DO de la provincia en cuanto a datos de producción y superficie de viñedo.

## Historia
Ya desde la época romana, la zona sur de León se convirtió en zona de tránsito de todos los viajeros que frecuentaban las dos grandes rutas que atraviesan la zona de producción de Tierra de León: La Ruta de la Plata y el Camino de Santiago. Esta zona se convirtió posteriormente en el abastecedor de vino de prácticamente toda la zona norte de la península ibérica.
En el siglo X las dos fuentes económicas sobre las que se apoyaban los territorios de la zona de producción eran los molinos para la transformación cerealista y los viñedos. Fueron muchos los monasterios que hicieron posible el resurgir de la viticultura de la zona mediante la adquisición de terrenos dedicados al cultivo de viñas. En la Edad Media la vid adquiere la categoría de cultivo tradicional en la comarca. Del siglo XVI al XIX los viñedos de la región no dejan de progresar hasta 1887, año en el que la filoxera hace su aparición en el viñedo leonés. Éste se verá afectado hasta los años 1920.
La singularidad de estos parajes, que les identifica y que les sirve de proyección al futuro es la vinicultura. Lo más característico de esta zona son las bodegas-cuevas rupestres, espacios excavados en pequeñas lomas o promontorios de tierra arcillosa aprovechando el desnivel y formando galerías. En el interior se crea al micro-clima ideal que permite la elaboración del afamado vino de aguja.
En 1985 un grupo de cooperativas y bodegas pertenecientes a la zona Valdevimbre – Los Oteros – Cea, iniciaron los primeros pasos para formar lo que sería una Asociación Profesional de viticultores, elaboradores y embotelladores, cuyo objetivo fundamental era lograr la Denominación de Origen para sus vinos.
En abril de 1997 se depositaron los estatutos de la Asociación en la Dirección de Trabajo de la Junta de Castilla y León y se concedió el derecho al uso de la mención “Vino de la Tierra” a los viticultores, elaboradores y embotelladores que perteneciesen a la Asociación Vino de la Tierra “Valdevimbre – Los Oteros”, mediante la Orden de 9 de abril de 1999 de la Consejería de Agricultura y Ganadería, publicada en el Boletín Oficial de Castilla y León N.º 82, el lunes 3 de mayo de 1999.
Al ser el ámbito geográfico de la denominación muy amplio y abarcar la influencia de dos riberas, Esla y Cea, los asociados de esta última no se sentían identificados con el nombre “Valdevimbre – Los Oteros”. Por este motivo se aprobó por unanimidad en Asamblea General la modificación de los estatutos en busca de una mención más general. Al amparo de la Tercera Disposición Adicional de la ORDEN de 15 de junio de 2000 de la Consejería de Agricultura y Ganadería, por la que se regula el uso de la indicación geográfica “Vino de la Tierra de Castilla y León”, la Asociación pasó a denominarse Asociación de Vinos de la Tierra “Vino Tierra de León”.
El 29 de diciembre de 2004 salió publicado en el B.O.C.y L. N.º 250 la Orden AYG/1939/2004, de 22 de diciembre, por la que se reconoce el v.c.p.r.d. “Vino de Calidad de Tierras de León” y se aprueba su Reglamento.
El 27 de julio de 2007 salió publicado en el B.O.C.y L. N.º 146 la Orden AYG/1263/2007, de 11 de julio, por la que se reconoce el v.c.p.r.d. Denominación de Origen “Tierra de León” y se aprueba su Reglamento. Esta concesión se encuadra en la Ley de la Viña y del Vino de Castilla y León que establece que las asociaciones con derecho a usar la categoría vinos de calidad con indicación geográfica, tendrán garantizado el acceso al nivel de protección Vino con Denominación de Origen una vez transcurridos cinco años desde que se les reconoció el derecho a la utilización de la mención “Vinos de la Tierra”.

## Tipos de vino

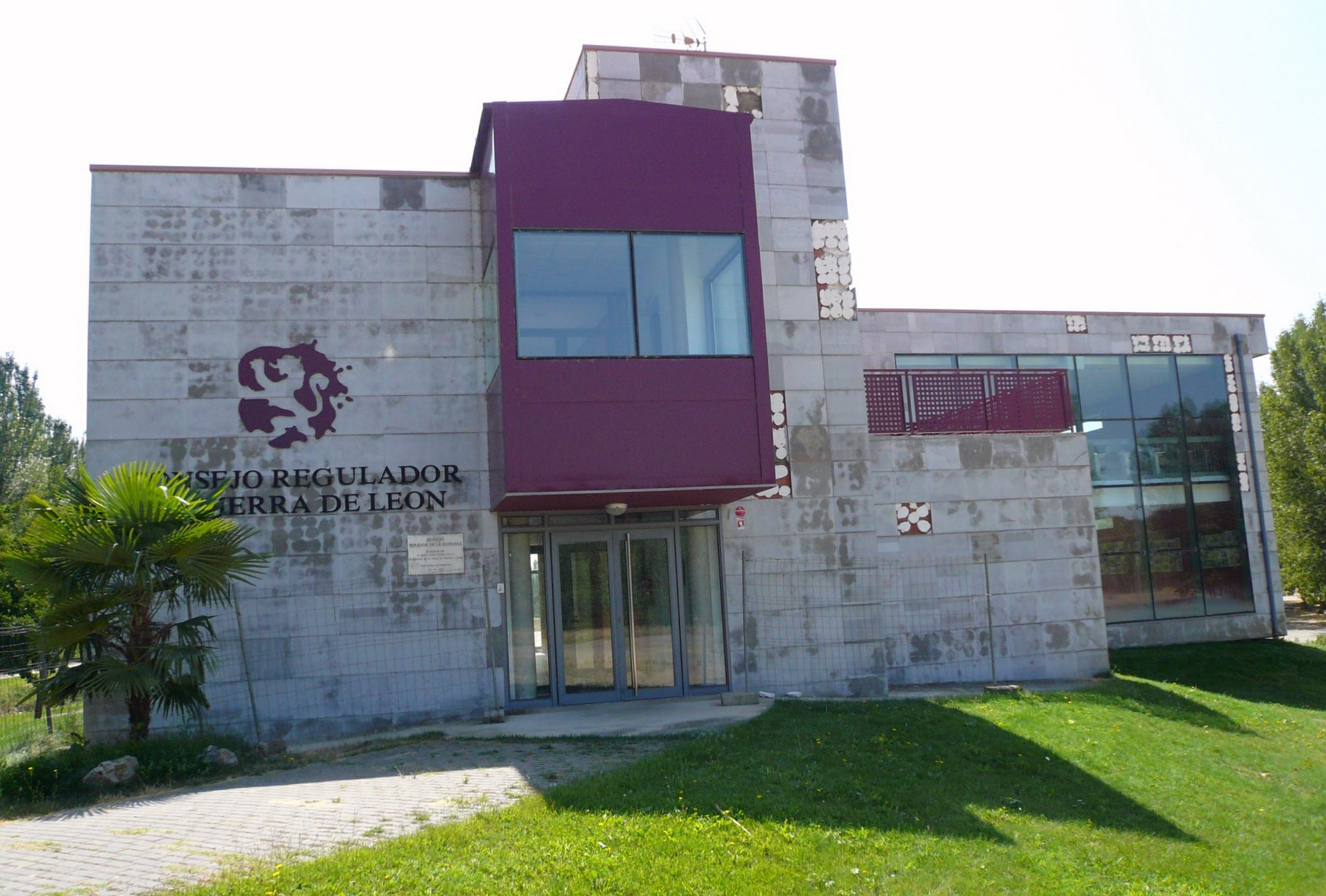
Sede del Consejo Regulador de la DO Tierra de León, en Valencia de Don Juan

Los tipos de los vinos amparados por la D.O. “Tierra de León” son los siguientes:
- «Blanco», elaborado a partir de un mínimo del 50% de uvas de las variedades blancas Principales. El 50% restante corresponderá a las variedades blancas Complementarias.

- «Rosado», elaborado a partir de un mínimo del 60% de uvas de las variedades Principales «Prieto Picudo y/o Mencía». El 40% restante corresponderá a las variedades tintas y/o blancas complementarias. Su graduación alcohólica adquirida mínima será de 11°.

- «Tinto», elaborado a partir de un mínimo del 60% de uvas de la variedad «Prieto Picudo y/o Mencía». El 40% restante se podrá repartir entre las uvas tintas permitidas.